# Monade

Rappresentazione della monade pitagorica, assimilata ad un cerchio con nucleo centrale.

La parola monade deriva dal greco μονάς monás (a sua volta derivante da μόνος mónos che significa "uno", "singolo", "unico") e ha assunto differenti significati a seconda dei contesti in cui è stata utilizzata.

## Filosofia

### Filosofia classica e medievale
Il termine, nel senso di "ultima unità indivisibile", comparve molto presto nella storia della filosofia greca. 
- Nella dottrina di Pitagora, si ricorreva a questo termine per indicare il principio (arché) da cui derivavano tutti i numeri, la molteplicità di entità monodimensionali e tridimensionali ed i quattro elementi (Aria, Terra, Fuoco e Acqua) costituenti il mondo.
- Nei Dialoghi di Platone veniva usato al plurale (monadi) come sinonimo di Idee.
- Nella Metafisica di Aristotele si ripresentava come il principio (arché) del numero, esso stesso privo di quantità, indivisibile ed immutabile.
- La parola monade veniva usata anche dai neoplatonici per indicare l'Uno. Nelle lettere del neoplatonico cristiano Sinesio di Cirene, Dio veniva descritto come la "Monade delle Monadi".
- Alano di Lilla nel suo trattato Regulae caelestis iuris (chiamato anche Maximae theologiae),[2] espone una sintesi del Cristianesimo e del pensiero di Platone filtrato da Boezio. Dio Padre è la Monade che in due tempi distinti genera il Figlio Dio e lo Spirito Santo Dio: la Trinità è assimilata al Dio matematico dei pitagorici e all'Uno di Plotino, come principio unitario dal quale ha origine tutto ciò che esiste di molteplice.[3] La Monade vive nel regno ultraceleste e produce la molteplicità di tutto l'essere e ciò che esiste di unitario nel regno celeste degli angeli e in quello terreno dei corpi.[4] Il volume cita il Liber de causis tratto dalle Enneadi di Plotino, e il Liber Hermetis attribuito a Ermete Trismegisto. Ripropone il più antico disegno della Monade che tutto avvolge come una sfera, avendo ogni creatura al suo centro. Nella sfera si distinguono tre piani dell'essere: sovraceleste (della Monade-Dio), celeste (degli angeli), subceleste (dell'uomo e degli altri corpi fisici).
- Il termine, già utilizzato dalla filosofia medievale come sinonimo di atomo, venne poi impiegato da Giordano Bruno, che parlava in maniera piuttosto indefinita dei minimi, le sostanze piccolissime che costituiscono la realtà.

In generale si può affermare che, mentre il termine atomo sia nel suo significato fisico che in quello metafisico implica solo un aspetto corporale, o materiale, la monade, di regola, implica sempre qualcosa di incorporeo, spirituale, o, al limite, vitale.

### Leibniz
Il termine "monade" è generalmente legato alla filosofia di Gottfried Leibniz, nella quale la dottrina del monadismo occupa una posizione di primaria importanza. Per capire la sua dottrina relativa a questo argomento, è necessario ricordare che Leibniz era stato spinto a tentare di definire questa materia da un duplice motivo: desiderava riconciliare la dottrina degli atomisti con la teoria scolastica della materia e della forma (ilemorfismo), evitando 
- sia il meccanicismo di Cartesio, che pensava che tutta la materia fosse inerte,
- sia il monismo panteistico di Spinoza, che insegnava che esisteva una sola sostanza: Dio.

Egli sperava di raggiungere questi obiettivi per il tramite della dottrina delle monadi, definendo la sostanza in termini di azione indipendente.
Gli atomisti, pur sostenendo l'esistenza di una molteplicità di sostanze minute, erano giunti ad un rifiuto materialistico dell'esistenza degli spiriti e delle forze spirituali. Gli scolastici, al contrario, avevano rigettato questo materialismo atomistico, ma, così facendo, sembrava che essi rappresentassero il principale ostacolo al pensiero scientifico moderno. Leibniz intendeva trovare un sistema per riconciliare gli atomisti con gli scolastici: per giungere a questa riconciliazione, sostenne che tutte le sostanze sono composte di particelle minute in parte materiali ed in parte immateriali. Così immaginava che il contrasto tra il materialismo atomistico e lo spiritualismo scolastico potesse risolversi riconoscendo la dottrina per cui tutte le differenze tra sostanze ed entità materiali sono semplici variazioni di grado di spiritualità (coscienza), che contribuiscono a comporre il quadro unitario di un'armonia prestabilita. 
Materie e corpi sono costellazioni di monadi, scomponibili all'infinito, e sono fenomeni ben fondati, ma privi di una realtà propria. L'unica vera realtà è la monade spirituale.
Le monadi sono, per Leibniz, sostanze puntiformi, se per "sostanza" intendiamo un 'centro di forza'. Esse non possono avere inizio o fine nel tempo se non tramite creazione o annichilazione. Hanno un'attività interna, ma non possono essere fisicamente influenzate da elementi esterni. In questo senso sono indipendenti. Inoltre, ogni monade è unica; ovvero, non ci sono due monadi uguali tra loro. Allo stesso tempo le monadi devono avere altre caratteristiche; «Altrimenti», affermava Leibniz (Monadologia, n. 8), «non sarebbero anche delle entità». Ci deve, dunque, essere in ogni monade il potere di rappresentazione, mediante il quale essa riflette ogni altra monade in maniera tale che un occhio possa, guardando in una monade, osservarvi l'universo intero lì rispecchiato.
Questo potere di rappresentazione è diverso in ogni monade. Nelle sostanze di grado più basso esso è inconscio, mentre in quelle di grado più alto esso è completamente consapevole. Possiamo, infatti, distinguere in ogni monade una zona di rappresentazione oscura ed una zona di rappresentazione chiara. Nella monade del granello di polvere, per esempio, la zona di rappresentazione chiara è molto limitata, non manifestando la monade altra attività che quella dell'attrazione e della repulsione. Nella monade dell'anima umana, invece, la regione di rappresentazione chiara è al suo massimo, essendo questo genere di monade, la "monade dominante", caratterizzata dal potere di pensiero intellettuale e autocosciente. Questo tipo di rappresentazione, altrimenti detta Appercezione, è infatti tipica di Dio. Tra questi due estremi, tutte le monadi, minerali, vegetali, ed animali, si differenziano dalla monade di genere inferiore per il possesso di una più grande area di rappresentazione chiara. Pertanto, in ogni monade è presente un elemento materiale (la regione di rappresentazione oscura) ed un elemento immateriale (l'area di rappresentazione chiara).
Dai tempi di Leibniz il termine monade viene usato dai vari filosofi per designare centri di forza indivisibili, ma, come regola, queste unità non hanno il potere di rappresentazione o percezione, che sono la caratteristica della monade di Leibniz. Si deve fare eccezione nel caso di Renouvier che, nel suo "Nouvelle monadologie", insegnava che la monade non ha solo attività interna ma anche il potere di percezione.

## Gnosticismo
In certe frange dello Gnosticismo, specialmente quelle ispirate dal monismo, la Monade era una entità superiore che creò dèi minori o "emanazioni primordiali". Questa visione, secondo Sant'Ippolito di Roma, fu ispirata dai Pitagorici.
In tali sistemi gnostici, Dio è conosciuto come la Monade, l'Uno, l'Assoluto, Aion teleos (l'Eone Perfetto), Bythos (Profondità), Proarchè (Prima dell'Inizio), Archè (L'Inizio) e Padre Inconoscibile. Egli è la fonte del Pleroma, la regione di luce. Le varie emanazioni del Dio sono chiamate eoni.
È importante notare che in alcune versioni di gnosticismo antico, specialmente quelle derivanti dalla scuola di Valentino, una divinità minore nota come il Demiurgo aveva un ruolo nella plasmazione del mondo materiale, in aggiunta a quello svolto dalla Monade; e in queste forme di gnosticismo, il Dio dell'Antico Testamento è spesso identificato con il Demiurgo, e non la Monade, che è la fonte spirituale di tutto ciò che emana dal pleroma, e potrebbe essere contrapposto all'oscurità della pura materia.
Marcello di Ancira riteneva che Dio Padre fosse l'unica vera Monade e che il Figlio e lo Spirito Santo fossero il Suo dispiegamento nella storia. Prima della fine dei tempi, le altre due persone della Trinità sarebbero state ricapitolate nel Padre. La sua eresia portò all'aggiunta delle parole e il suo regno non avrà fine (riferite a Gesù) nel Credo niceno.

## Informatica
In Informatica una monade è una struttura dati con uno stato associato. Tipicamente è utilizzata per modellare un aspetto del mondo esterno al programma e permette ai linguaggi funzionali di rimanere puri, cioè senza effetti collaterali.
Le monadi sono state introdotte da Eugenio Moggi nel 1991.

## Matematica
In matematica una monade è un oggetto largamente utilizzato in teoria delle categorie, definito come una terna composta da un endo-funtore e due trasformazioni naturali.
In analisi non standard con monade di un numero iperreale {\displaystyle a}, in simboli {\displaystyle \mu (a)}, si intende la classe di equivalenza della relazione {\displaystyle a\simeq b} se {\displaystyle a-b} è infinitesimo o {\displaystyle 0}. In parole povere designa l'intorno di numeri infinitesimi di un iperreale standard.

## Musica
Nel contesto della musica la monade è una frequenza o classe di frequenze singola.